# Receptor de melatonina 1A
O receptor de melatonina 1A é uma proteína que em humanos é codificado pelo gene MTNR1A.
Este gene codifica a proteína MT1, uma de duas formas de um receptor para a melatonina, a principal hormona secretada pela glândula pineal. Trata-se de um receptor é acoplado a proteína G, com 7 unidades transmembranares, responsável pelos efeitos da melatonina no ciclo circadiano em mamíferos e alterações reprodutivas afectadas pela duração do dia. O receptor é uma proteína integral de membrana que é facilmente detectável e localizada em duas regiões específicas do cérebro. O núcleo supraquiasmático do hipotálamo parece estar envolvido no ciclo circadiano enquanto a pars tuberalis da hipófise pode ser responsável pelos efeitos reprodutivos da melatonina.